# Euchromia hampsoni
Euchromia hampsoni là một loài bướm đêm thuộc phân họ Arctiinae, họ Erebidae.